# 치경 방출 마찰음
치경 방출 마찰음(齒莖放出摩擦音)은 자음의 하나로, 설단과 치경에서 조음하는 방출마찰음이다. IPA 기호는 sʼ이다.
듣기: